# RCA Mark II Sound Synthesizer

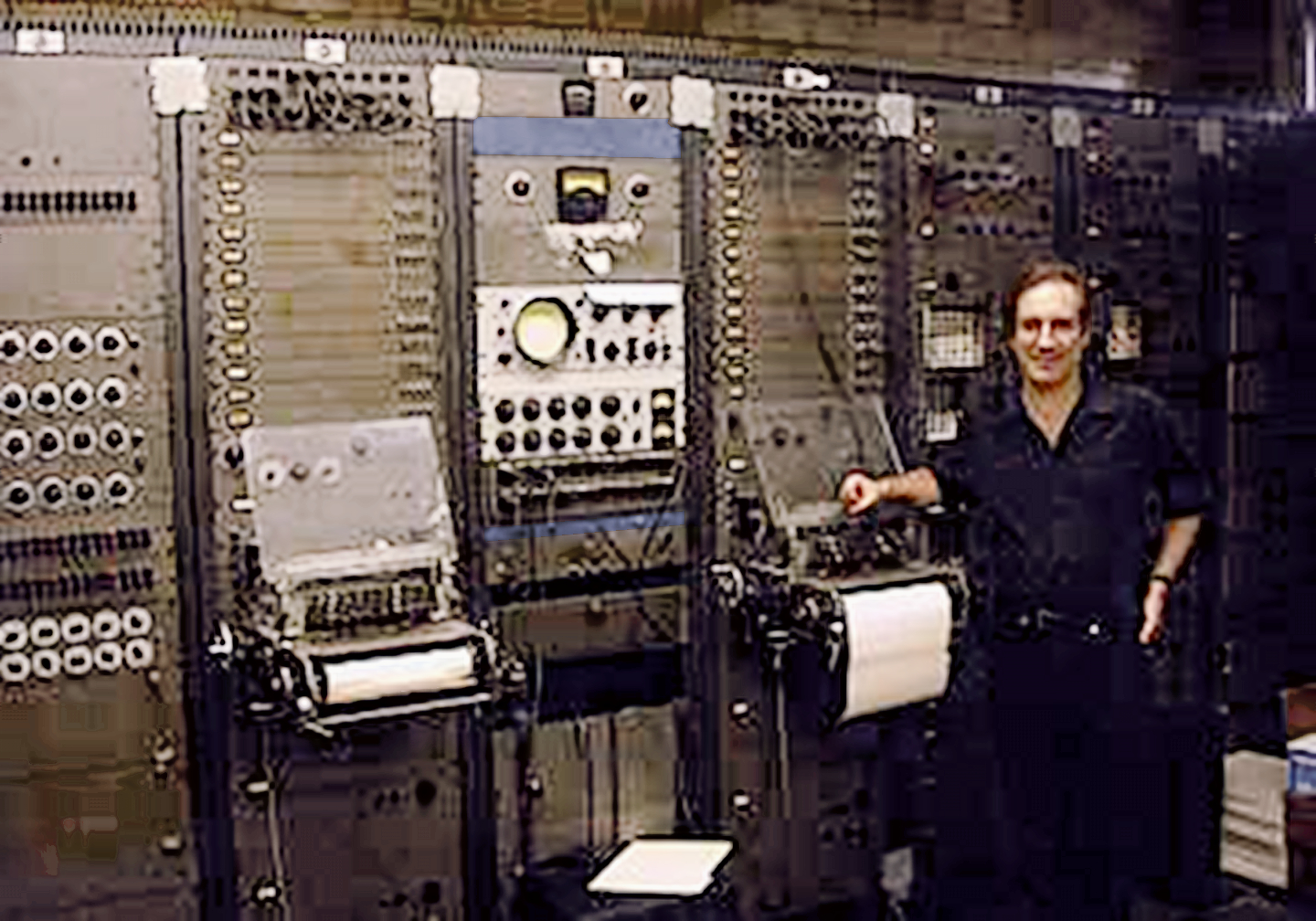
RCA Mark II

Le RCA Mark II Sound Synthesizer (surnommé Victor) était le premier synthétiseur électronique programmable et l'équipement phare du Columbia Princeton Electronic Music Center. Conçu par Herbert Belar et Harry Olson de RCA, il a été installé à l'Université Columbia en 1957. Constitué d'un ensemble de composants de synthèse sonore, Vladimir Ussachevsky et Peter Mauzey (en) ont en grande partie contribué à la conception de l'appareil. Le Mark II offrait plus de flexibilité à l'utilisateur et disposait de deux fois plus d'oscillateurs sonores que son prédécesseur, le Mark I. Le synthétiseur a été financé par une importante subvention de la Fondation Rockefeller.
Les instruments électroniques précédents du XXe siècle, tels que le Telharmonium ou le thérémine, étaient actionnés manuellement. Le RCA combinait la production de divers sons électroniques avec un séquenceur musical, ce qui s'est avéré très intéressant pour les compositeurs de l'époque, qui étaient de plus en plus las de créer des œuvres électroniques en assemblant des sons individuels enregistrés sur des sections de bande magnétique. Le RCA Mark II était doté d'un séquenceur binaire utilisant un lecteur de bande papier analogue à un piano mécanique, qui envoyait des instructions au synthétiseur, automatisant la lecture à partir de l'appareil.